# Gran Turismo 6
Gran Turismo 6 — компьютерная игра в жанре автосимулятора, разработанная Polyphony Digital и изданная Sony Computer Entertainment для PlayStation 3. Это шестая основная часть и одиннадцатая общая часть серии Gran Turismo. Релиз игры состоялся 6 декабря 2013 года. Gran Turismo 6 получила в целом положительные отзывы критиков и имела коммерческий успех. Среди нововведений — увеличение количества автомобилей и трасс, расширенные возможности кастомизации, а также партнёрство с Фестивалем скорости в Гудвуде, Институтом Айртона Сенны, FIA и NASCAR. Gran Turismo 6 стала первой игрой серии с официально сертифицированным контентом FIA.

## Игровой процесс
В отличие от 5-й части, в этой игре отказались от сомнительной системы очков и уровней. Вместо них используются звездочки. Благодаря отсутствию уровней, при достаточном количестве средств можно приобрести любой автомобиль на любом этапе прохождения игры. Однако, если раньше в большинстве гонок можно было использовать любые автомобили, то ТР (технический рейтинг) вынуждает игроков использовать аналогичные соперникам автомобили. Перед первой гонкой, даже при наличии 30 000 Cr., игрок может приобрести только Honda Fit. Постепенно, будут открываться особые заезды: Goodwood Festival of Speed, Лунная экспедиция.

### Vision GT
Vision GT — проект, дающий автопроизводителям возможность создать автомобиль, наиболее соответствующий их представлению о классе GT. Традиционно, автомобили выпускаются в составе обновлений, в некоторых могут быть сразу два концепта VGT от разных производителей.
Помимо самого концепта VGT некоторые компании выпустили их разновидности. Например Mercedes-Benz AMG Vision Gran Turismo, закрытую версию Volkswagen Vision GTi, три версии Tomahawk VGT.

### Автомобили
В игре присутствуют свыше 1247 автомобилей. Подробный список можно посмотреть на официальном сайте игры. Также присутствуют все автомобили из Gran Turismo 5 (включая из платных и бесплатных DLC, обновлений, а также Stealth-модели и модели Chrome Line). После выхода игры выходили обновления с новыми автомобилями: BMW M4 Coupe (чуть позже вышло обновление с полной моделью), Red Bull X2014 (Junior, Standard и Fan Car), Chevrolet Corvette 2014 Stingray Gran Turismo Concept, Mercedes-Benz AMG Vision Gran Turismo Racing Series, Hudson 1948 Mario Andretti’s, Toyota FT-1 Concept, BMW Vision Gran Turismo, Mitsubishi Concept XR-PHEV Evolution VGT, Lotus 97T, WSR 1983 Ayrton Senna, DAB #17 Racing Cart, Volkswagen Vision GTi.
18 марта 2015 года разработчики сообщили о том, что в игру Gran Turismo 6 добавлен концепт-кар LEXUS LF-LC GT «Vision Gran Turismo». Этот трассовый болид создан на основе концептуального купе LF-LC с применением гоночных технологий.

### Трассы
В игре также присутствуют все трассы из Gran Turismo 5 (включая из платных DLC), а также новые: Brands Hatch (включая вариации), Silverstone Circuit (включая вариации), Ascari Race, Mount Panorama (включая вариации), Apricot Hill Raceway, Willow Springs (включая вариации), ночной вариант Daytona International Speedway, Goodwood Hill Climb, Materhorn (включая вариации), позже добавлены Red Bull Ring, Sierra Andalucia, Mid Field Raceway.

### Goodwood Festival of Speed
Игроку предстоит совершить заезд на время по трассе Goodwood Hill Climb, на которой проходит Гудвудский фестиваль скорости, на разных машинах, в том числе и на сверхбыстром Red Bull X2010 и Audi R18 TDI. Каждый раз открываются три заезда, по мере прохождения игры.

### Лунная экспедиция
В этом особом заезде, игрок может повторить маршрут астронавтов «Аполлона-15». В нём три заезда. В одном из них игрок должен спуститься по склону к подножию огромного кратера Святого Георгия. В заключительном заезде, игрок должен проехать по вымышленной трассе (также на Луне) сбивая конусы. Все заезды проходят в условиях низкого лунного притяжения (из-за чего, аппарат, на котором проходит заезд, часто взмывает в воздух и в полете переворачивается). Аппаратом является Lunar Roving Vehicle LRV-001 '71, на котором и передвигались астронавты «Аполлона-15» по поверхности Луны.

### Бесплатное обновление «Памяти Айртона Сенны»
30 мая 2014 года вышло обновление «Памяти Айртона Сенны». Изначально, планировалось выпустить обновление 27 мая, но в связи с проблемами одновременного мирового запуска, пришлось перенести дату выхода. В нём содержалось три автомобиля, две трассы и три гоночных костюма 1983, 1985 и 1987 годов.
DAP Racing Kart #17 — карт, на котором выступал Айртон Сенна.
WSR (West Surrey Racing) F3, 1983 Ayrton Senna — болид Формулы-3, в которую Айртон Сенна перешел из Формулы-Форд.
Lotus 97T — болид Формулы-1, построенный в 1985 году. На нём Айртон Сенна одержал свою первую победу в Formula-1. Прежде он выступал в команде Toleman, а затем, после Lotus перешел в McLaren, а после в Williams, выступая за который он и погиб в 1994 году.
Также имеются две трассы Monza и Brands Hatch с планировкой 80-х годов.
Также созданы особые заезды, разделенные на главы — 1980—1987. Там же доступны слайдшоу и видеоролики, повествующие о жизни Айртона Сенны.

## Разработка
Впервые о Gran Turismo 6 было рассказано на 15-летнем юбилее Gran Turismo. Дальше на Е3 2013 были раскрыты несколько новшеств: новые машины, которых никогда не было в серии — DeltaWing '12, Chevrolet Corvette Stingray C7, BMW Z4 GT3 '11, Mercedes-Benz SLS AMG GT3 '12, Nissan GT-R NISMO GT3 N24 Shulze Motorsport '13, Audi R8 LMS ultra (Audi Sport Team Phoenix) #3 '12. Новые трассы — Gemasolar, Willow Springs International Raceway, Matterhorn, а также нововведения — новая физическая модель, модель шин, подвески, аэродинамики и т. д. По словам Ямаути, добиться такого реализма помогло сотрудничество с компаниями: Yokohama Rubber, KW Automotive и др. Новые машины, ранее никогда не существовавшие в серии Gran Turismo: Alfa Romeo TZ3 Stradale ’11, Alpine A110 1600S ’68, Audi Sport quattro S1 Rally Car ’86, Ferrari Dino 246 GT ’71, KTM X-BOW R ’12, Light Car Company Rocket ’07, Tesla Motors Model S Signature Performance ’12. Также по словам разработчиков, в игре останутся все автомобили из Gran Turismo 5 (включая из платных DLC). В демоверсии среди реальных трасс доступен только Silverstone. Официально игра вышла 6 декабря 2013 года на PlayStation 3. Появились несколько изданий, включая Anniversary Edition.
Онлайн-серверы игры были закрыты 28 марта 2018 года. С этой даты все загружаемые материалы и цифровые версии игры больше нельзя было приобрести непосредственно в PlayStation Store.

## Отзывы
| Сводный рейтинг | Сводный рейтинг |
| Агрегатор       | Оценка          |
| --------------- | --------------- |
| GameRankings    | 81,73 %         |

Игра победила в номинации «Гонка года» (2013) журнала «Игромания».